# Parque de Furuvik
Furuviksparken (em português:  Parque de Furuvik) é um parque de diversão e jardim zoológico na localidade de Furuvik, a 7 km a leste da cidade de Gävle, na Suécia.
O parque abriu em 1900, com inspiração nos Estados Unidos. No seu jardim zoológico, tem especial destaque o seu "parque dos macacos" (ap-parken). 

## Comunicações
A pequena localidade de Furuvik é acessada pela estrada nacional 76 (Gävle-Norrtälje) e pela linha férrea Estocolmo-Sundsvall (Linha da Costa Leste). 

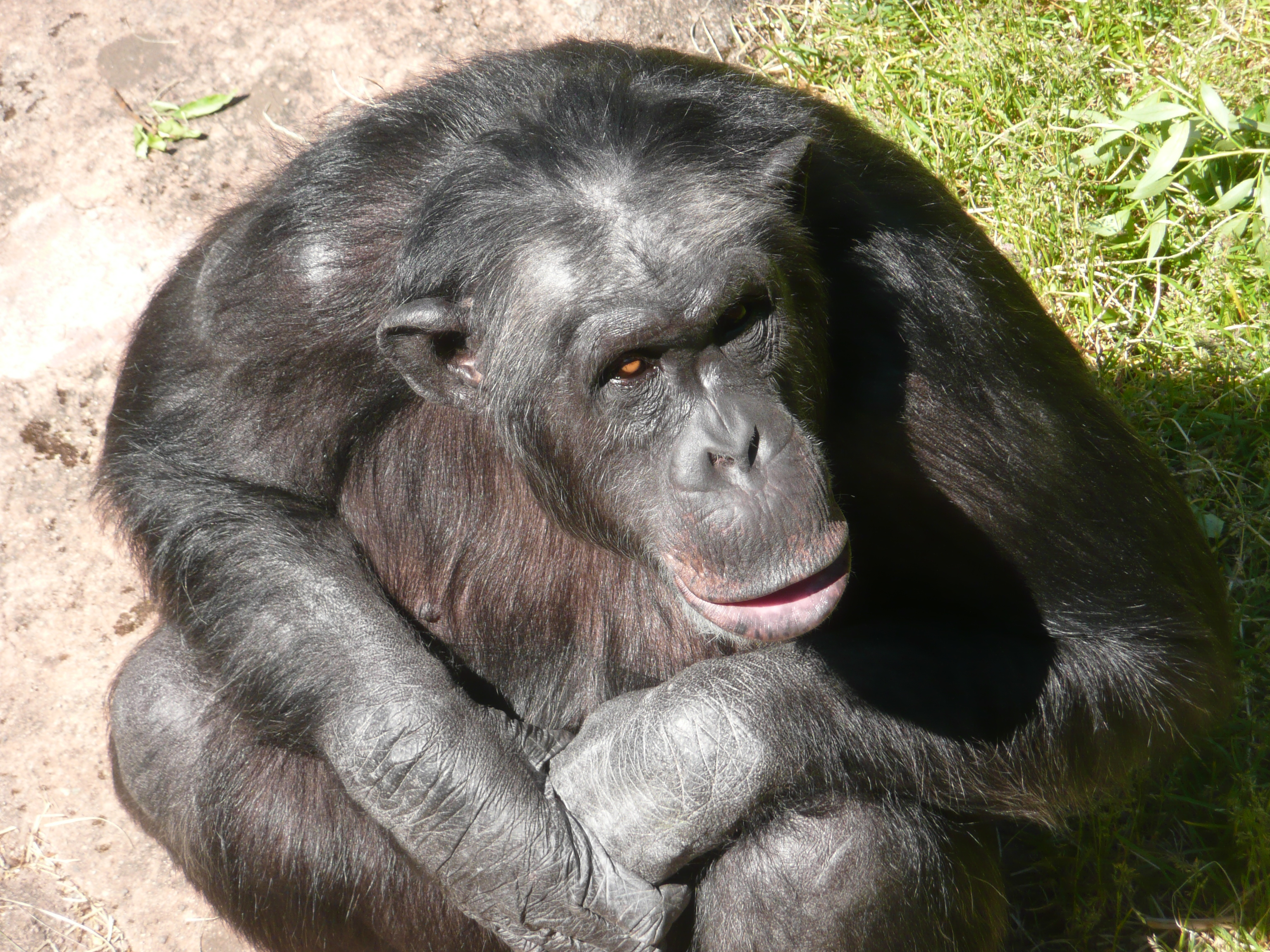
O chimpanzé Santino
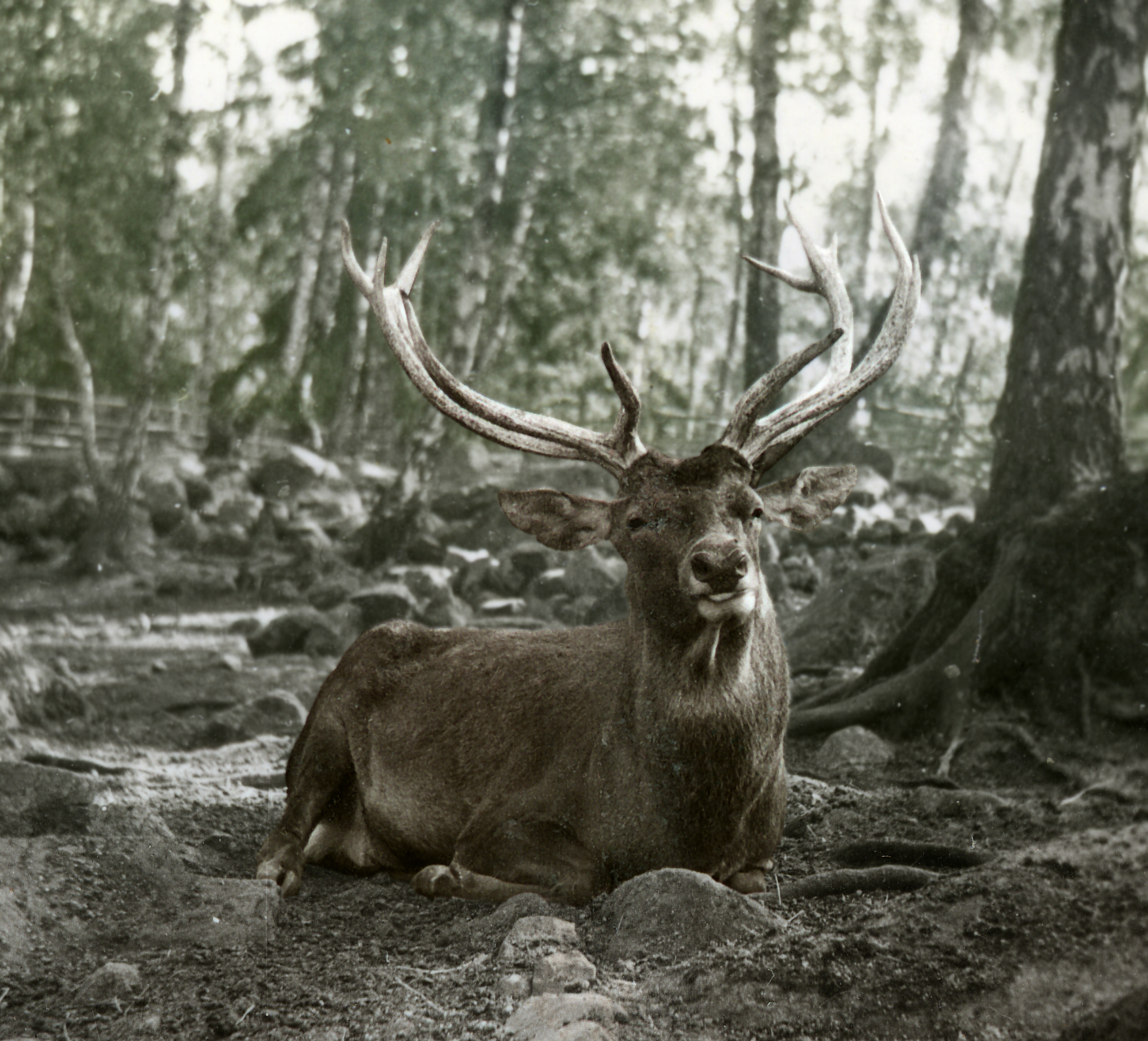
Um veado-real
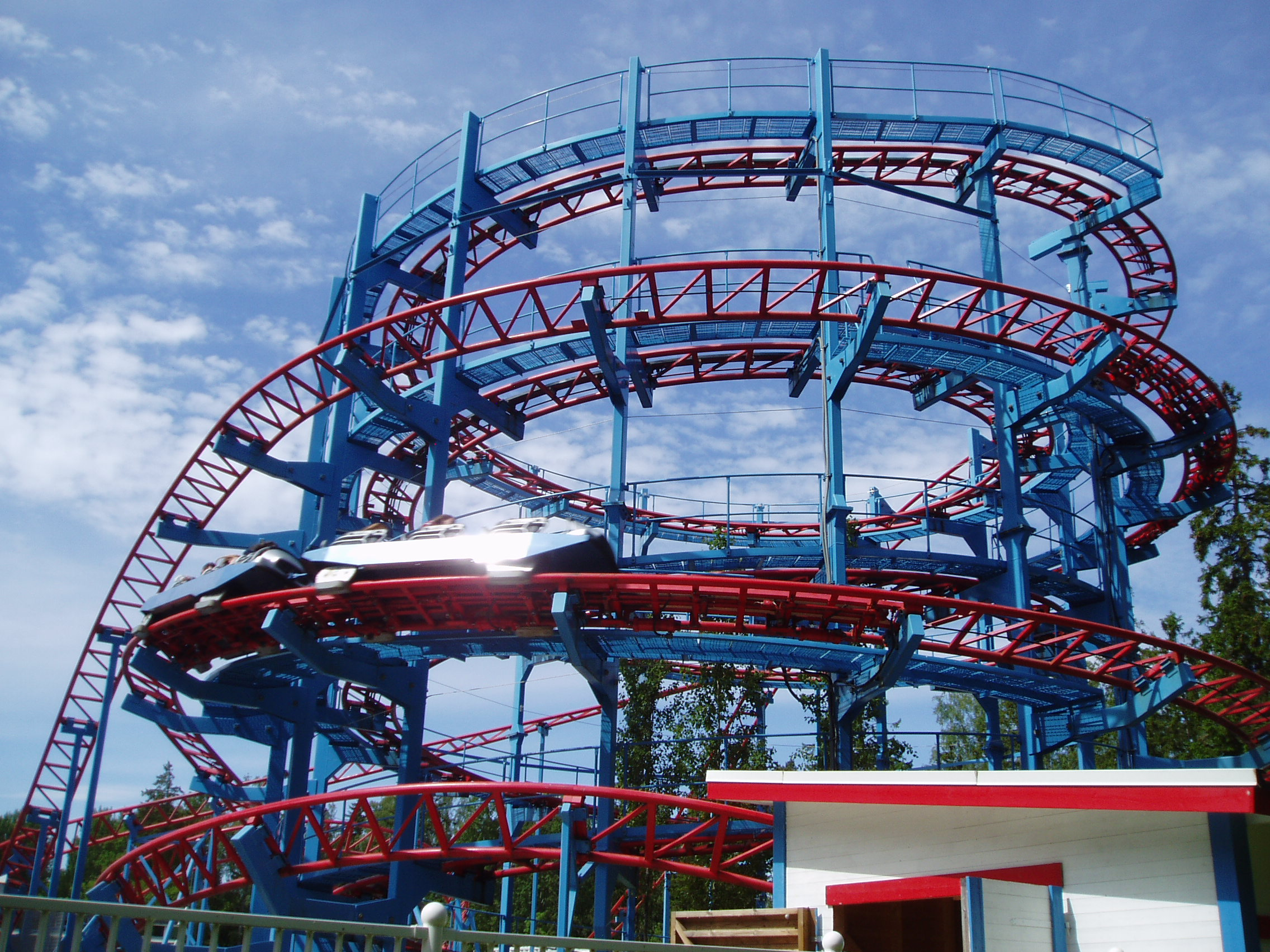
Diversões
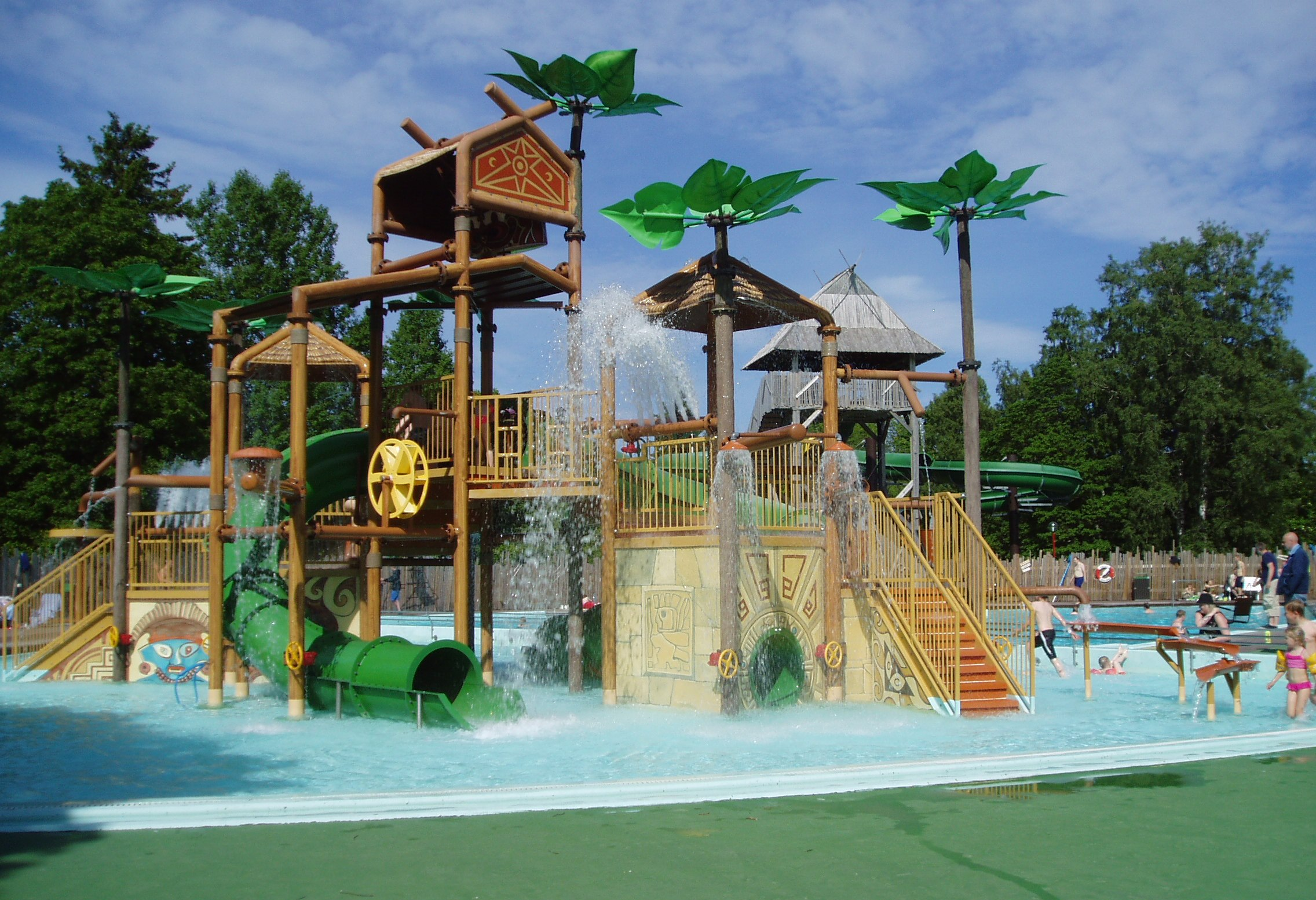
A piscina de diversão